# Extreme-G
Extreme-G és un videojoc de curses desenvolupat per Probe Entertainment i publicat per Acclaim Entertainment. Va ser llançat per la Nintendo 64 el 1997, i va ser portat al Japó per al llançament el 29 de maig de 1998. El 1998 es va llançar una continuació anomenada Extreme-G 2.

## Jugabilitat
La jugabilitat de Extreme-G consisteix principalment en curses de ritme ràpid a través d'un conjunt d'entorns futuristes. Una impressionant gamma d'armes defensives i ofensives estan disponibles a la pista. Això inclou míssils dirigits, mines magnètiques/làser i potenciadors que augmenten l'escut. També es poden trobar armes especials, com ara la invisibilitat, el flaix de fòsfor i el potent Wally-Warp que, si no s'evita, pot transportar immediatament la motocicleta fins a la part posterior del grup de contrincants.
Com tots els jocs de Extreme-G, pilots de carreres futuristes amb motocicletes de plasma en un Gran Premi intergalàctic a velocitats per sobre de 750 km/h el que el converteix en el tercer joc de carreres més ràpid de Nintendo 64, només superat per F-Zero X i Star Wars: Episode I Racer. L'èmfasi està en la velocitat i el disseny creatiu de la pista, com ara muntanyes russes.
Al començament de cada ronda, el jugador rep tres impulsos "nitro" que proporcionen un augment de velocitat temporal (aquests no es poden reposar impulsos). A més, caure dels penya-segats o, en alguns casos, de la pista mateixa, resulta simplement perdre el temps en comptes de perdre "vides"; Les motocicletes es teletransporten de nou a la pista i han de reconstruir la seva velocitat i el temps perdut quan s'estava parat. Algunes parts de moltes pistes es mostren a centenars de metres a l'aire.
Els mode d'un sol jugador ve en tres nivells de dificultat: principiant, intermedi i extrem. El mode de joc principal (Extreme Contest) inclou tres campionats: Atomic (quatre pistes), Critical Mass (vuit pistes) i Meltdown (12 pistes estàndard). El jugador ha d'arribar el primer a cada campionat per progressar. Guanyar campionats en els diferents nivells de dificultat proporcionarà les motos ocultes, els nivells i els trucs. Una vegada que s'han obert els nivells, es poden utilitzar pels modes addicionals de single i multi-player.